# Erich Rademacher
Erich Rademacher (Magdeburg, 9 de enero de 1901 - Stuttgart, 3 de abril de 1979) fue un jugador alemán de waterpolo.

## Biografía
Compitió en las dos disciplinas: natación y waterpolo.
Como nadador se le considera uno de los mejores bracistas de la historia. Superó unas 30 veces los diferentes récords del mundo de braza desde 50 yardas a 500 metros. Se le considera el primero en utilizar el estilo de natación mariposa.
Su hermano Joachim Rademacher, también fue un waterpolista internacional alemán.
Hizo una gira por Estados Unidos en la cual batió todas las marcas, por lo que fue apodado como 'El hombre pez'.

## Clubs
- Hellas Magdeburg ( Alemania)

## Títulos
Como jugador de waterpolo de la selección de Alemania
- Oro en los juegos olímpicos de Ámsterdam 1928.
- Plata en los juegos olímpicos de Los Ángeles 1932.

Como nadador
- Plata en los juegos olímpicos de Los Ángeles 1932 en 200 braza.
- Campeón de Europa de 200 m Braza en Bolonia 1927.
- Campeón de Europa de 200 m Braza en Budapest 1926.
- 25 campeonatos alemanes
- 2 campeonatos húngaros
- 2 campeonatos checos
- 1 campeonatos inglés
- 1 campeonato norteamericano